# Donaciano Ortiz Hernández
Donaciano Chano Ortiz Hernández (24 de mayo de 1936 - 16 de marzo de 2019) es un exdirigente de la secc.30 del Sindicato de Trabajadores Petroleros de la República Mexicana

## Carrera
A finales de la década de 1960, fue elegido delegado del departamento de Ingenieros civiles de la sección 30 del STPRM, después de haber terminado su periodo fue reelegido para seguir dirigiendo dicho departamento. Una vez terminada su labor como delegado, en 1970 pasó a ser secretario del interior seguido por la secretaria local hasta 1972, que pasa a la Secretaria general de la sección 30. Después de su carrera como dirigente sindical, 25 años después y ya jubilado en 1997, arrasa en las elecciones de los jubilados de la sección 30, el departamento más numeroso del gremio petrolero, siguiendo como delegado de dicho departamento hasta finales del 2009, pasando después a ser el asesor político y presidente de la caja de ahorros de los petroleros jubilados.

## Chanismo
Iniciado su periodo como Secretario General (1972-1979), cuando Heriberto Kehoe Vincent, Presidente del FRUS, vio menguada su autoridad por presuntas diferencias políticas con Chano, como le llamaban sus compañeros, que generó una polarización política en la Sección No. 30, causando una inestabilidad política, el movimiento llamado Chanismo dejaría hondas huellas en la sección.